# Цимбалюк Яків Дмитрович
Яків Дмитрович Цимбалюк (? — ?) — український радянський діяч, новатор виробництва, старший майстер тракторного цеху Харківського тракторного заводу імені Серго Орджонікідзе Харківської області. Депутат Верховної Ради СРСР 2-го скликання.

## Життєпис
На 1945—1948 роки — старший майстер тракторного цеху Харківського тракторного заводу імені Серго Орджонікідзе Харківської області.
Потім — на пенсії.

## Нагороди
- орден «Знак Пошани» (23.01.1948)
- медалі